# کنجی آرابوری
کنجی آرابوری (انگلیسی: Kenji Arabori؛ زادهٔ ۳۱ ژوئیهٔ ۱۹۸۸) بازیکن فوتبال اهل ژاپن است.
از باشگاه‌هایی که در آن بازی کرده‌است می‌توان به باشگاه ورزشی توچیگی اشاره کرد.